# 菅原信海
菅原 信海（すがわら しんかい、1925年10月10日 - 2018年2月11日）は、日本の仏教学者、早稲田大学名誉教授、天台宗僧侶（勧学・大僧正・日光山輪王寺執綱・妙法院門跡門主）。栃木県日光市生まれ。

## 略歴
天台宗庶務部長・教学部長菅原英信の子に生まれる。昭和26年（1951年）、早稲田大学第一文学部東洋哲学専修卒業。同大講師・助教授を経て、昭和47年（1972年）教授。1991年「山王神道の基礎的研究」で大正大学文学博士。早稲田大学仏教青年会第7代会長も務める。
2000年に妙法院門跡に就任し、2001年には坂本・東南寺で戸津説法を務める。
2018年2月11日午前9時25分、転移性肝癌のため栃木県日光市の病院で死去した。92歳没。

### 受賞歴・栄典
- 2003年11月 瑞宝中綬章[2]

## 著書
- 『日本思想と神仏習合』（春秋社、1996年）
- 『日本人の神と仏 - 日光山の信仰と歴史』（法藏館、2001年）
- 『法華経への道 - 戸津説法』（春秋社、2002年）
- 『日本人と神たち仏たち』（春秋社、2003年→新装版2008年）
- 『神仏習合思想の研究』（春秋社、2005年）
- 『日本仏教と神祇信仰』（春秋社、2007年）
- 『日本人のこころ - 神と仏』（春秋社、2010年）
- 『神と仏のはざま 家康と天海』春秋社 2013

### 編書
- 『神仏習合思想の展開』（汲古書院、1996年）

### 共著
- 『妙法院・三十三間堂』（梅原猛監修、みうらじゅんとの共著、淡交社、2008年）

### 共編
- 『日光その歴史と宗教』（田邉三郎助との共編、春秋社、2011年）

### 論文
- CiNii>菅原信海
- INBUDS>菅原信海